# Nateby (Kumbria)
Nateby – wieś i civil parish w Anglii, w Kumbrii, w dystrykcie (unitary authority) Westmorland and Furness. Leży 62 km na południowy wschód od miasta Carlisle i 360 km na północny zachód od Londynu. W 2011 roku civil parish liczyła 120 mieszkańców.